# Chase Island
Chase Island är en ö i Kanada.   Den ligger i Frobisher Bay i territoriet Nunavut, i den östra delen av landet, 2 000 km norr om huvudstaden Ottawa. Arean är 26,2 kvadratkilometer.
Terrängen på Chase Island är platt. Öns högsta punkt är 202 meter över havet. Den sträcker sig 14,6 kilometer i nord-sydlig riktning, och 12,4 kilometer i öst-västlig riktning.